# Свято-Покровський храм (Дніпро)
Свято-Покровський храм — чинна церква у селищі Одинківка, що розташоване на правобережжі Самари у Самарському району міста Дніпро за адресою вул. Максима Рильського, 65а. 
Парафія належить до Російської православної церкви в Україні.
Свято-Покровський храмовий комплекс включає 2 муровані храми: літній (на першому поверсі — церква в ім'я святителя Олексія Московського, митрополита Київського і всієї Русі; на другому поверсі — церква в ім'я Покрови Пресвятої Богородиці) та зимовий (в ім'я всіх святих в землі Руській просіявших).

## Історія
21 вересня 1797 року преосвященний Гавриїл благословив у слободі Одинківка влаштувати церкву в ім'я Покрови Пресвятої Богородиці й дозволив для цього перенести у неї зі Старої Самари з містечка Богородичне закриту для богослужінь церкву.
18 квітня 1798 року Новомосковський протоієрей Теодор Круп'янський освятив місце під церкву й на місці робіт поставив хрест.
25 березня 1799 року на прохання майора Василя Панасовича Куличенко у Новомиргороді дяк Олексій Самбірський висвячений на священника Покровської церкви. 2 червня 1799 року Новоросійський протоієрей Софоній Трирогов освятив Свято-Покровський храм і відкрив у ньому богослужіння.
У 1934 році храм було закрито радянською владою.

## Сучасний стан
У 1990-х роках Свято-Покровська церква відроджується. 7 липня 2002 року владикою Іринеєм звершено освячення зимового храму. Будівництво літнього храму розпочато у жовтні 2005 року.
При храмі створено православний Духовно-освітній центр в ім'я святого апостола Андрія Первозванного. Директором центру є сам настоятель парафії — протоієрей Олексій Гетьман.

## Галерея

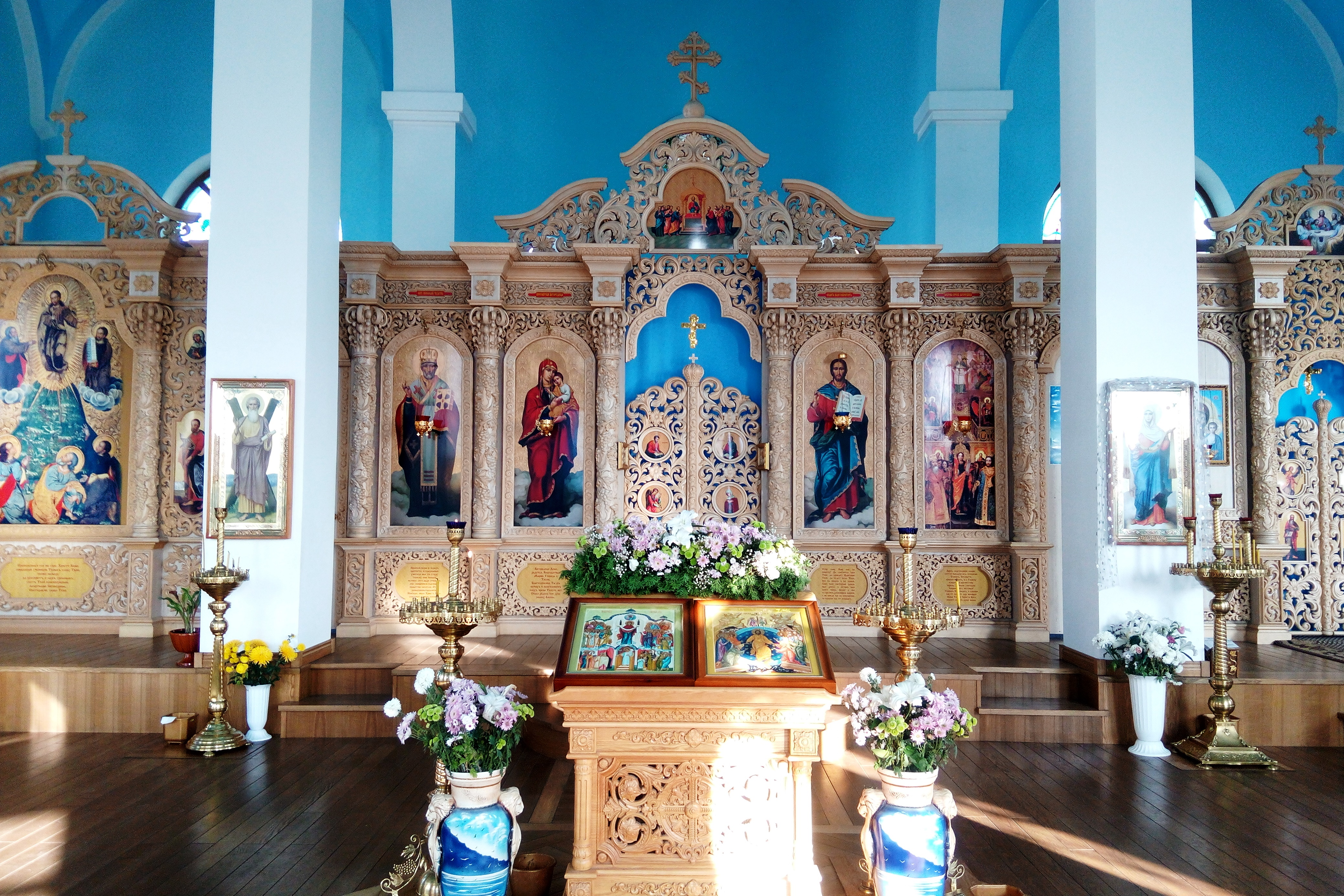
Іконостас
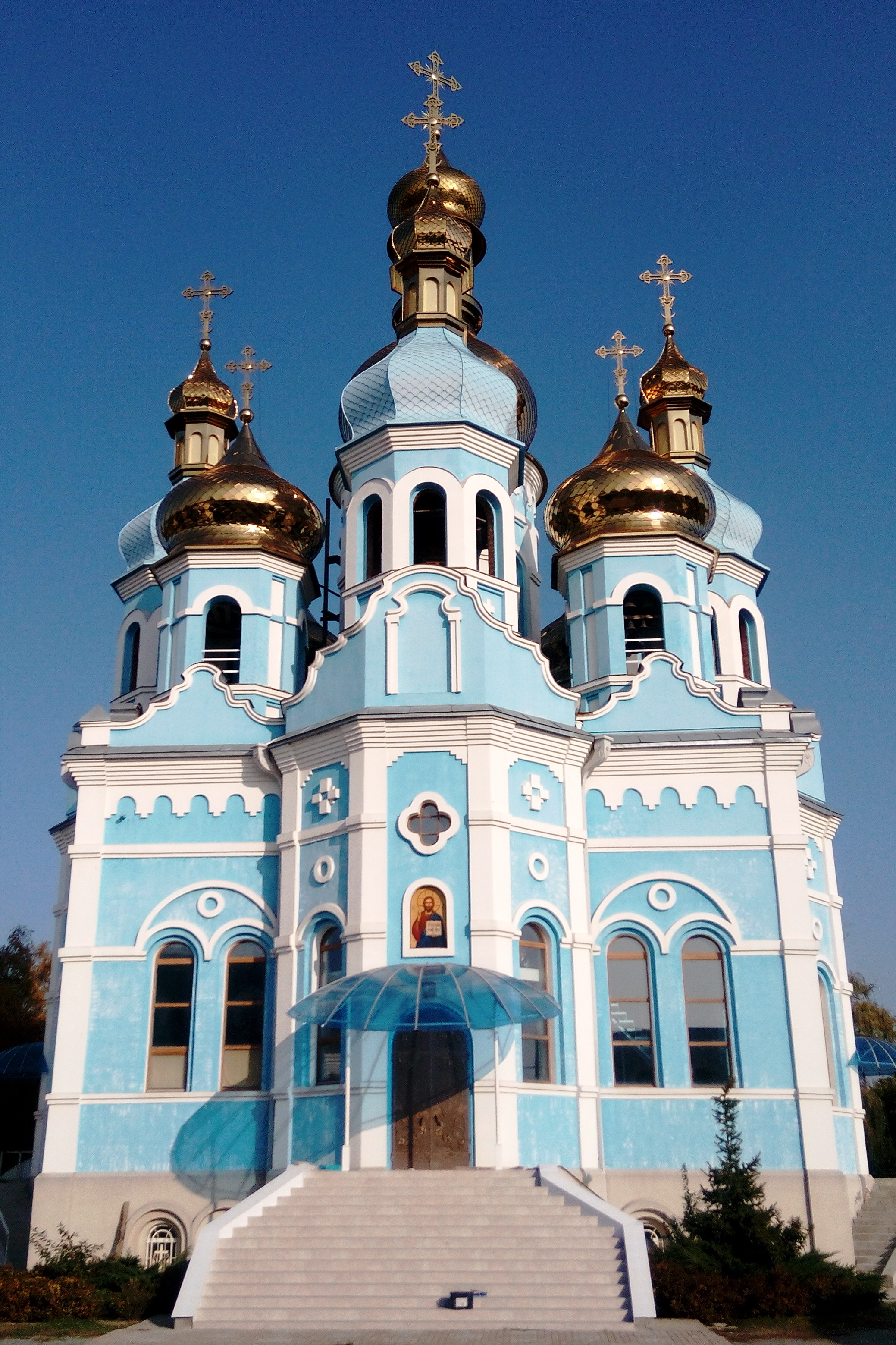
Головний вхід до храму
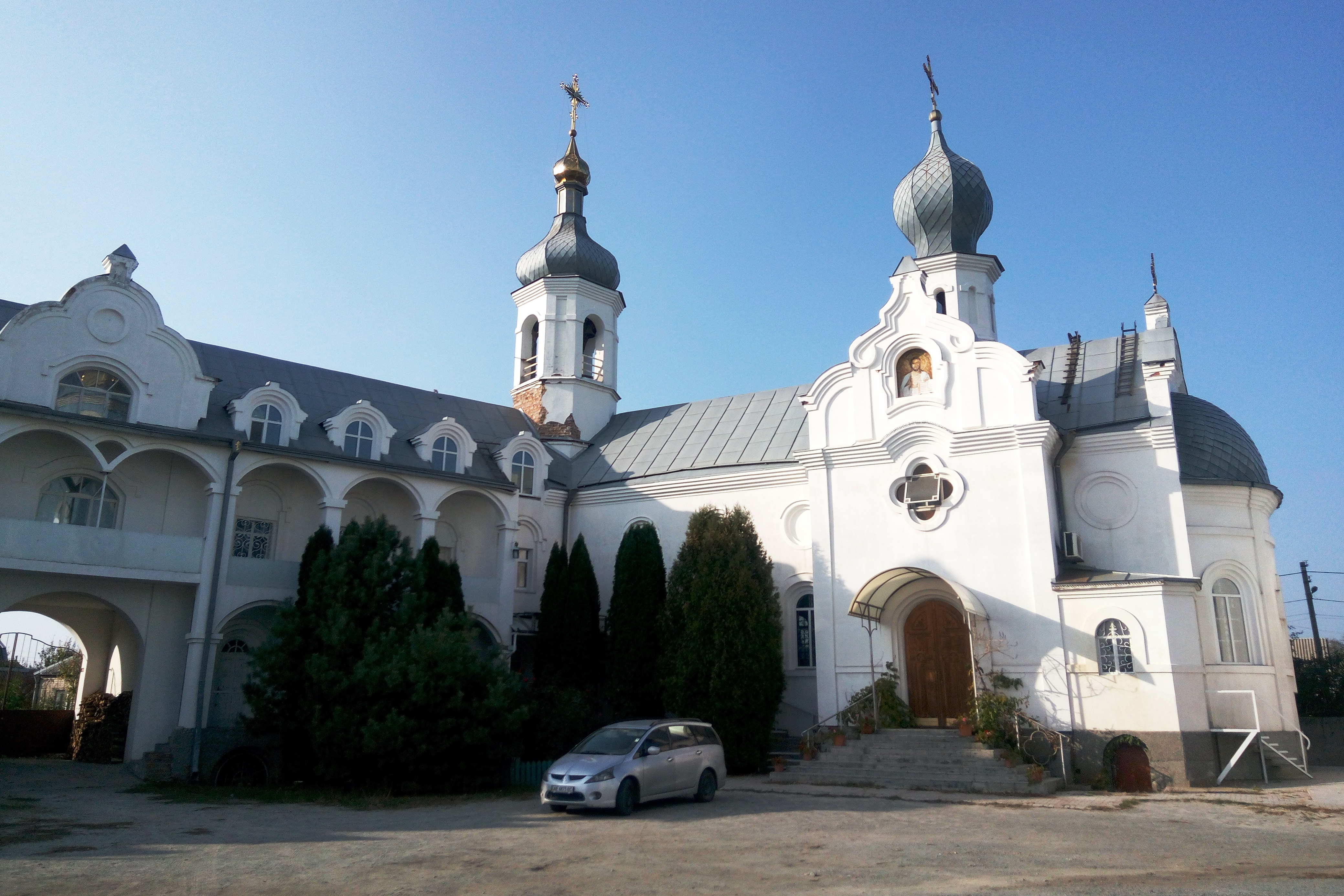
Територія храму